# Demis Roussos
Artemios Ventouris Roussos (født 15. juni 1946 i Alexandria, død 25. januar 2015 i Athen) var en græsk sanger.
Han blev født i Egypten af etniske græske forældre George og Olga, og voksede op i Alexandria. Forældrene mistede alt og flyttede til Grækenland efter Suez-krigen.
Han kom med i progressiv rock-bandet Aphrodite's Child med blandt andre Vangelis i 1968, først som sanger, men spillede også af og til bas.

## Diskografi
Aphrodite's Child
- End of the World (1968)
- It's Five O'Clock (1969)
- 666 (1972)

Solo (udvalg)
- On the Greek side of my mind (1971)
- Forever and ever (1973)
- My only fascination (1974)
- Auf Wiederseh'n  (1974)
- Souvenirs (1975)
- Happy to be (1976)
- Die Nacht und der Wein (1976)
- Kyrila (1977)
- The Demis Roussos magic (1977)
- Ainsi soit-il (1977)
- Los super 2 LP (1977)
- Demis Roussos(1978)
- Universum (1979)
- Man of the world (1980)
- Roussos live! (1980)
- Demis (1982)
- Attitudes (1982)
- Reflection (1984)
- Senza tempo( 1985)
- Greater love (1986)
- The story of... (1987)
- Come all ye faithful (1987)
- Le grec (1988)
- Time (1988)
- Voice and vision (1989)
- Insight (også kaldet Morning has Broken) (1993)
- Demis Roussos in Holland (1995)
- Immortel (1995)
- Serenade (1996)
- Mon île (1997)
- Auf meinen Wegen (2000)
- Live in Brazil (2006)
- Demis (Maj 2009)

## Galleri
- Demis Roussos  1972.
- Demis Roussos 1975.
- Demis Roussos i Kyiv 2012.